# Стадион Сент Јакоб
Стадион Сент Јакоб (фр. St. Jakob Stadium) је био фудбалски стадион у Базелу у Швајцарској и некадашњи дом швајцарског клуба ФК Базел. Стадион је изграђен поводом одржавања Светског првенства у фудбалу 1954. и поред тога што је служио као клупски стадион, био је домаћин неколико важних утакмица, укључујући неке утакмице Светског првенства у фудбалу 1954. и четири финала Европског купа победника купова.
Након затварања 1998. године, на његовом месту је изграђен парк Св. Јакоб. Присталице Базела су му дале надимак „Јогели“  (деминутив од „Јакоб“ на локалном дијалекту).

## Историја стадиона
Стадион је свечано отворен 24. априла 1954. године а прва утакмица је одиграна 25. априла 1954. између репрезентације Швакцарске и репрезентације Западне Немачке. Стадион је затворен и срушен 1998. године и на његовом месту је изграђен садашњи парк Св. Јакоба.
Стадион је био домаћин неколико важних утакмица, укључујући утакмице Светског првенства 1954. и четири финала Купа победника купова Европе 1969, 1975, 1979. и 1984. године.

## Светско првенство 1954.
Током петог издања Светског првенства у фудбалу на овом стадиону су одигране утакмице у првој фази, четвртфиналу и полуфиналу у где је Западна Немачка убедљиво победила свог ривала из Аустрије.
| Датум   | Фаза         | Екипа      |            | Резултат |          | Екипа      | Гледалаца       |
| ------- | ------------ | ---------- | ---------- | -------- | -------- | ---------- | --------------- |
| 17. јун | Групна фаза  | Енглеска   | Енглеска   | 4 - 4    | Белгија  | Белгија    | 40.000 Извештај |
| 19. јун | Групна фаза  | Уругвај    | Уругвај    | 7 - 0    | Шкотска  | Шкотска    | 43.000 Извештај |
| 20. јун | Групна фаза  | Мађарска   | Мађарска   | 8 - 3    | Њемачка  | З. Немачка | 65.000 Извештај |
| 23. јун | Групна фаза  | Швајцарска | Швајцарска | 4 - 1    | Италија  | Италија    | 30.000 Извештај |
| 26. јун | Четвртфинале | Уругвај    | Уругвај    | 4 - 2    | Енглеска | Енглеска   | 35.000 Извештај |
| 30. јун | Полуфинале   | З. Немачка | Њемачка    | 6 - 1    | Аустрија | Аустрија   | 58.000 Извештај |